# Attilio Moretti
Attilio Moretti est un footballeur professionnel français, né le 14 août 1950.

## Biographie
Il débute en professionnel au Nîmes Olympique, et y reste 11 saisons, toutes en D1.
Avec Nîmes, il termine 2d du championnat en 1972, et participe à deux Coupe UEFA: 72 et 73
Il rejoint l'AS Corbeil-Essonnes dès 1980 lorsque ceux-ci sont promus en D2.

## Palmarès
- Championnat de France de football
  - Vice-Champion : 1972 avec le Nîmes Olympique

- Coupe des Alpes
  - Vainqueur : 1972 avec le Nîmes Olympique